# Samorząd Regionu Misgaw
Samorząd Regionu Misgaw (hebr. מועצה אזורית משגב, Mo’etza Azurit Misgaw; ang. Misgav Regional Council) – samorząd regionu położony w Dystrykcie Północnym, w Izraelu.

## Położenie
Samorząd regionu jest położony w górzystej okolicy centralnej części Dolnej i Górnej Galilei, oraz w Zachodniej Galilei. Tutejsze osady są położone w otoczeniu Doliny Sachnin, Doliny Bet ha-Kerem i Doliny Chananja, w pobliżu miast Karmiel i Sachnin.

### Podział administracyjny
Samorząd Regionu Misgaw jest położony w Poddystrykcie Akka, w Dystrykcie Północnym Izraela.

## Demografia
Samorząd regionu skupia 37 osad rolniczych, których mieszkańcami są w 71,1% Żydzi, 27,6% Arabowie muzułmanie, 0,7% Arabowie chrześcijanie i 0,6% inni. Według danych Centralnego Biura Statystyki w 2011 roku w samorządzie mieszkało 23500 osób. Jest to populacja typowo wiejska. Według danych z 2010, przyrost naturalny w porównaniu do poprzedniego roku wyniósł 4,1%. W roku tym urodziło się 357 dzieci, a zmarło 35 osób. Całkowity przyrost naturalny wyniósł 322 osoby.
| Wiek (w latach) | Procent populacji w % |
| --------------- | --------------------- |
| 0 – 4           | 9,9                   |
| 5 – 9           | 11,4                  |
| 10 – 14         | 12,6                  |
| 15 – 19         | 11,0                  |
| 20 – 29         | 11,1                  |
| 30 – 44         | 20,7                  |
| 45 – 59         | 17,9                  |
| 60 – 64         | 2,8                   |
| 65 –            | 2,6                   |

## Historia
Po długich wiekach panowania osmańskiego, w 1918 roku cała Palestyna w wyniku I wojny światowej znalazła się pod panowaniem Brytyjczyków, którzy utworzyli Mandat Palestyny. Tutejsze ziemie były wówczas całkowicie zdominowane przez ludność arabską. Z tego powodu żydowskie organizacje syjonistyczne napotykały na duże trudności przy wykupie gruntów, co uniemożliwiało rozwój osadnictwa żydowskiego. Przyjęta 29 listopada 1947 roku Rezolucja Zgromadzenia Ogólnego ONZ nr 181 przyznała ten obszar państwu arabskiemu. Gdy kilka dni później wybuchła wojna domowa w Palestynie, siły Arabskiej Armii Wyzwoleńczej rozpoczęły atakowanie żydowskich linii komunikacyjnych w całej Galilei. Po proklamacji niepodległości Izraela w maju 1948 roku wybuchła I wojna izraelsko-arabska. W maju 1948 roku Izraelczycy przeprowadzili operację „Ben-Ami”, podczas której wysiedlono część nadmorskich arabskich wiosek, zabezpieczając tamtejsze linie komunikacyjne. W lipcu 1948 roku przeprowadzono operację „Dekel”, a w październiku 1948 roku operację „Hiram”, w wyniku których usunięto arabskie siły z Galilei. Izraelska armia wysiedliła i zniszczyła wówczas liczne wsie arabskie w Galilei. Pomimo to, tutejsze ziemie nadal pozostawały zdominowane przez Arabów.
Żydowskie osadnictwo w tej części Galilei rozpoczęło się dopiero w drugiej połowie XX wieku. W 1953 roku jako pierwszy przyczółek powstała osada Segew. Była to paramilitarna placówka będąca częścią programu Nachal, w której mieszkańcy łączyli pracę rolniczą ze służbą wojskową. W 1957 roku placówkę przekształcono w cywilny moszaw, jednak trudności ekonomiczne spowodowały, że rok później osada została prawie całkowicie opuszczona. Drugą próbą było utworzenie w 1960 roku moszawu Jodfat. Osada ta otrzymała silne wsparcie, dzięki czemu mogła utrzymać się w tak trudnym otoczeniu. Jednakże na początku lat 70. XX wieku w centralnym regionie Galilei istniała tylko jedna silna żydowska osada – było to miasto Karmiel. W tej sytuacji władze izraelskie uruchomiły rządowy projekt Perspektywy Galilei, którego celem było wzmocnienie pozycji demograficznej społeczności żydowskiej na północy kraju. Powstało wówczas w Galilei kilkadziesiąt żydowskich osiedli. Początkowo powstawały one jako paramilitarne placówki programu Nahal, które później przekształcano w cywilne osady. W ten sposób w 1976 roku powstał Kiszor (w 1980 r. przekształcony w cywilny kibuc). W 1979 roku założono Eszbal (przekształcony w 1997 r. w kibuc). W 1980 roku powstał Tuwal, a w 1981 roku Pelech (przekształcone w 1983 r. w kibuce). Obok nich powstawały całkowicie cywilne osady rolnicze. W 1975 roku nastąpiło ponowne założenie wioski Segew. W 1977 roku powstał kibuc Moran, a rok później kibuc Lotem i moszaw Szechanija (w 1980 r. przekształcony w wieś). W 1979 roku utworzono moszaw Ja’ad, który wcześniej (od 1974 r.) funkcjonował na obrzeżu równiny przybrzeżnej, w pobliżu kibucu Jasur. W 1979 roku utworzono kibuc Ma’ale Cewijja (w 1986 r. przekształcony w wieś). W 1980 roku powstała wieś Hararit. W skład grupy założycielskiej weszły osoby zaangażowane w medytację transcendentalną, będące zwolennikami Maharishi Mahesh Yogi. Początkowo żyli oni w bardzo prowizorycznych warunkach, pozostając prawie odcięci od innych miejscowości w regionie. W 1984 roku wybudowano drogę, rozpoczynając zrównoważony rozwój wioski. W 1992 roku grupa młodych ludzi, którzy wychowali się w Hararit, usamodzielniła się i założyła sąsiedni kibuc Jachad. W 1980 roku powstały także wioski Gilon, Haraszim, Kamon, Lawon, Manof, Micpe Awiw, Michmanim i Tal-El, w 1981 roku Curit, Moreszet i Rakefet, w 1982 roku Juwalim i Koranit, w 1985 roku Har Chaluc i Szoraszim, a w 1986 roku wieś Eszchar. W 1987 roku powstał moszaw Awtaljon (przekształcony w 1990 r. w wieś komunalną).
Samorząd Regionu Misgaw został utworzony w 1982 roku. Początkowo skupiał on okoliczne żydowskie osady, do których później dołączyły beduińskie wioski (dołączały po ich legalizacji przez władze). W 1952 roku uznano wieś Hamdon, w 1976 roku Sallama, w 1995 roku Kamane, w 1996 roku Dumajda, Chusnija i Ras al-Ajn, w 1999 roku Arab al-Na’im. Czasami Samorząd Regionu Misgaw bywa nazywany Gusz Segew (pol. Blok Segew).

## Polityka

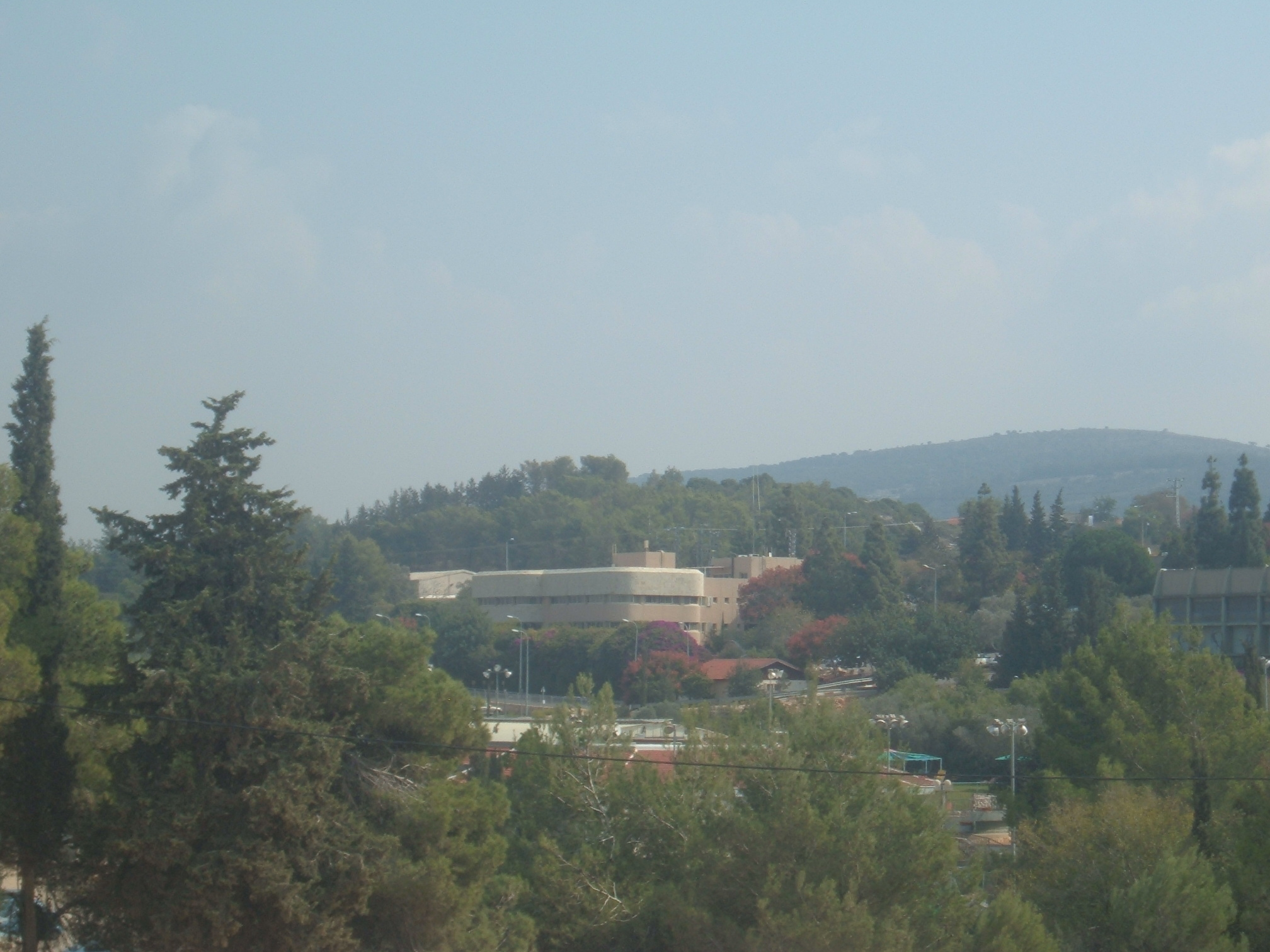
Budynek administracji regionu Misgaw przy wiosce Rakefet

Władze administracyjne Samorządu Regionu znajdują się przy wiosce Rakefet. Oficjalne godło samorządu zostało przyjęte w grudniu 1999 roku. Widnieje na nim wizerunek zabytkowego młyna wodnego z drzewami w tle. Młyny wodne można zwiedzać w Parku Narodowym Calmon, który w ten sposób stał się wizytówką oraz symbolem samorządu regionu.

## Osiedla
W 7 kibucach, 2 moszawach i 28 wsiach żyje tutaj ponad 23,5 tys. mieszkańców.
| Kibuce: - Eszbal - Jachad - Kiszor - Lotem - Moran - Pelech - Tuwal | Moszawy: - Ja’ad - Jodfat | Wioski: – Komunalne: - Awtaljon - Curit - Eszchar - Gilon - Hararit - Haraszim - Har Chaluc - Juwalim - Kamon - Koranit - Lawon | - Ma’ale Cewijja - Manof - Micpe Awiw - Michmanim - Moreszet - Rakefet - Segew - Szechanija - Szoraszim - Tal-El | – Arabskie: - Arab al-Na’im - Chusnija - Dumajda - Hamdon - Kamane - Ras al-Ajn - Sallama |

## Edukacja
We wszystkich osadach znajdują się przedszkola, natomiast szkoły podstawowe są we wsiach Eszchar, Gilon, Rakefet i Segew. We wsiach Gilon i Rakefet są także szkoły średnie. We wsiach Kamane i Sallama znajdują się szkoły arabskie. Po wybuchu intifady Al-Aksa, w październiku 2000 roku w kibucu Eszbal utworzono specjalny instytut edukacji religijnej i etnicznej tolerancji Merkaz Kijum Meszutaf (hebr. מרכז קיום משותף). Przy ośrodku działa internat, w którym mieszkają głównie żydowscy imigranci z Etiopii (felaszowie), mający trudności z asymilacją w izraelskim społeczeństwie. Jest tu także Szkoła Żydowsko-Arabska Galil.

## Turystyka
Tutejszą atrakcją turystyczną są okoliczne wzgórza porośnięte naturalnymi lasami. Są to popularne tereny do przejażdżek konnych lub pieszych wędrówek. Największą atrakcją jest głębokie wadi strumienia Calmon. Dla ochrony tego miejsca w 2005 roku utworzono Park Narodowy Calmon.

## Gospodarka
Większość tutejszych osad spełnia funkcje mieszkalne, a ich mieszkańcy dojeżdżają do pracy w okolicznych strefach przemysłowych. Cechą charakterystyczną samorządu jest bardzo duża liczba prywatnych inicjatyw gospodarczych. Tylko niewielka liczba mieszkańców utrzymuje się z działalności typowo rolniczej. Według danych z 2009 przeciętne miesięczne wynagrodzenie pracowników w samorządzie regionu Doliny Jezreel wynosiło 9599 szekli (średnia krajowa: 7070 ILS).

## Transport
Przez region przechodzi kilka głównych dróg. Wzdłuż zachodniej granicy samorządu, z południa na północ przebiega droga nr 70. Odbija od niej z zachodu na wschód droga nr 85. W 2010 roku w regionie znajdowało się 6821 zarejestrowanych pojazdów mechanicznych, w tym 5616 samochodów. W ciągu tego roku doszło do pięciu wypadków drogowych.